# Вирус Чёрной Лагуны
Вирус Чёрной Лагуны (англ. Laguna Negra orthohantavirus, ранее Laguna Negra virus) относится к семейству Hantaviridae порядка Bunyavirales. Вызывает хантавирусный кардиопульмональный синдром и распространён на территории Южной Америки, преимущественно в Парагвае, Боливии и Бразилии.

## История изучения
В 1995 году на территории парагвайского Гран-Чако была зафиксирована крупная вспышка хантавирусного кардиопульмонального синдрома. Исследователями был произведён забор вирусного генома у пяти заразившихся людей и проведен сравнительный анализ с анализами полученными от малых вечерних хомячков (Calomys laucha). Тогда и был обнаружен новый хантавирус, виновный во вспышке заболевания. Образцы, полученные из двух вечерних хомячков, стали первыми в истории успешно изолированными хантавирусами на территории Южной Америки. В 2017 году в связи с выделением порядка Bunyavirales и ревизией рода Hantavirus научное название вида изменено, как и у большинства других относящихся к порядку таксонов.

## Переносчик
Естественным резервуаром для вируса Чёрной Лагуны является малый вечерний хомячок. Хомячки этого вида широко распространены на территориях занятых сельскохозяйственными угодьями и предпочитают именно такие места для обитания. Во время 15-месячного изучения заболевания на территории Парагвая, было поймано 206 грызунов этого вида. Антитела к вирусу были обнаружены у 12,1 % хомячков.